# Boogie Belgique
Boogie Belgique est un groupe belge de hip-hop alternatif et d'electro swing fondé en 2012 et basé à Anvers.

## Biographie
Boogie Belgique est fondé en 2012 par Oswald Cromheecke et Aïko Devriendt qui jouaient jusque là dans un groupe de reggae appelé Jahfar,. Oswald Cromheecke (né le 18 juin 1990 à Ekeren,en Flandre) est le fils du  dessinateur de bande dessinée Luc Cromheecke qui réalise par ailleurs la conception des effets visuels des concerts de Boogie Belgique.
Rapidement, la formation se produit en-dehors des frontières de la Belgique lors de concerts en Suisse, Grèce, Roumanie, Pays-Bas, Royaume-Uni, France, Turquie et République Tchèque. Lors de ces évènements Boogie Belgique partage la scène avec des groupes et artistes expérimentés tels que Bonobo, Thievery Corporation, Mulate Astatke, Goldfrapp, Nightmares On Wax et Fakear.

## Influences
Boogie Belgique puise ses influences dans le jazz et la musique électronique. Oswald Cromheecke déclare s'inspirer à la fois de musiciens classiques comme Duke Ellington, Count Basie, Sidney Bechet ou Benny Goddman, et de la culture populaire qui a baigné son enfance (bandes originales des films Disney),.

## Membres
- Oswald Cromheecke : guitare et ukulélé
- Aïko Devriendt : synthétiseur et guitare
- Cédric Van Overstraeten : trompette
- Emily Van Overstraeten : voix
- Ambroos De Schepper : saxophone et flûte
- Jussi De Nys : basse et synthétiseur
- Martijn Van den Broek : batterie et percussions

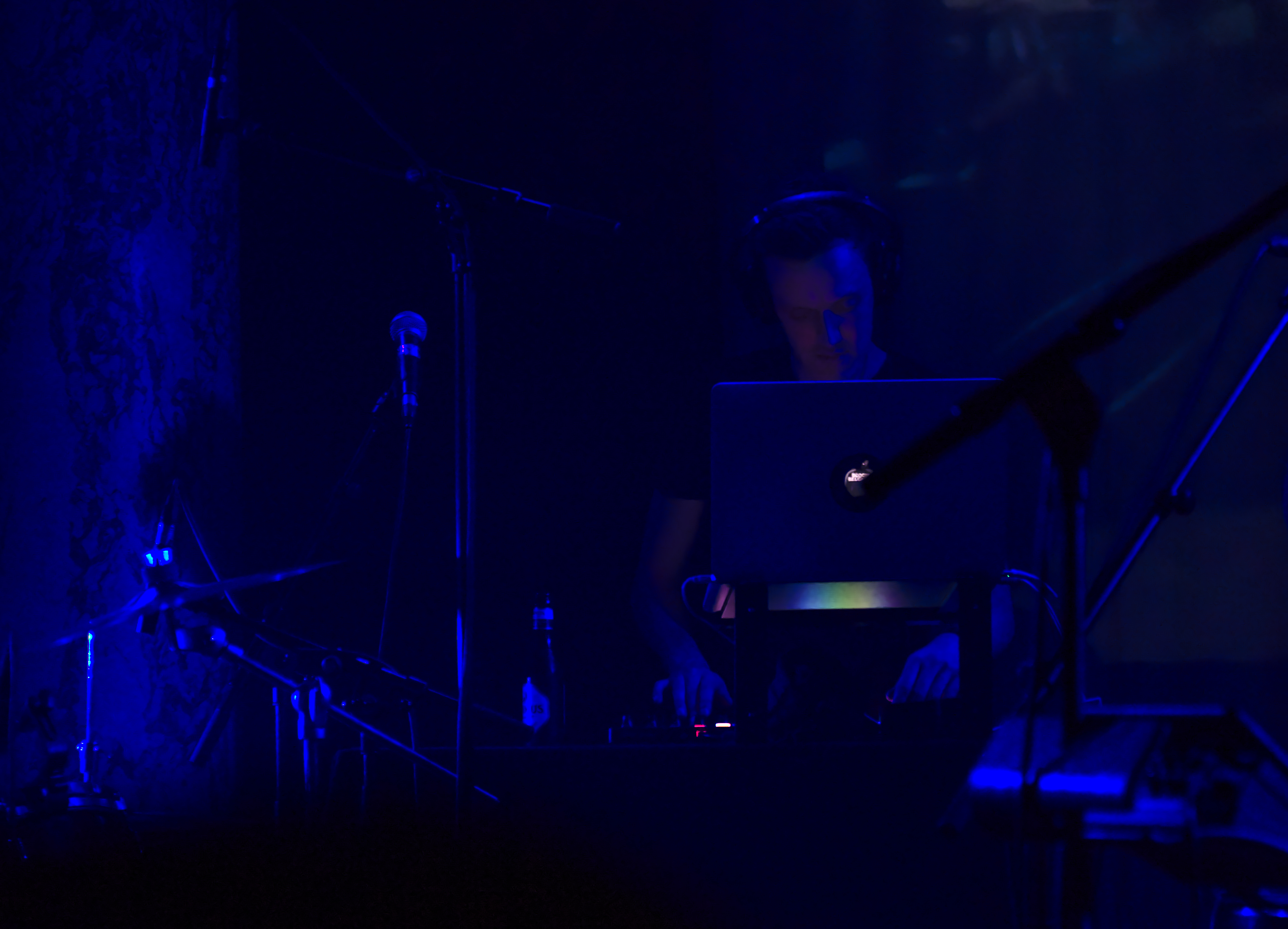
Oswald Cromheecke
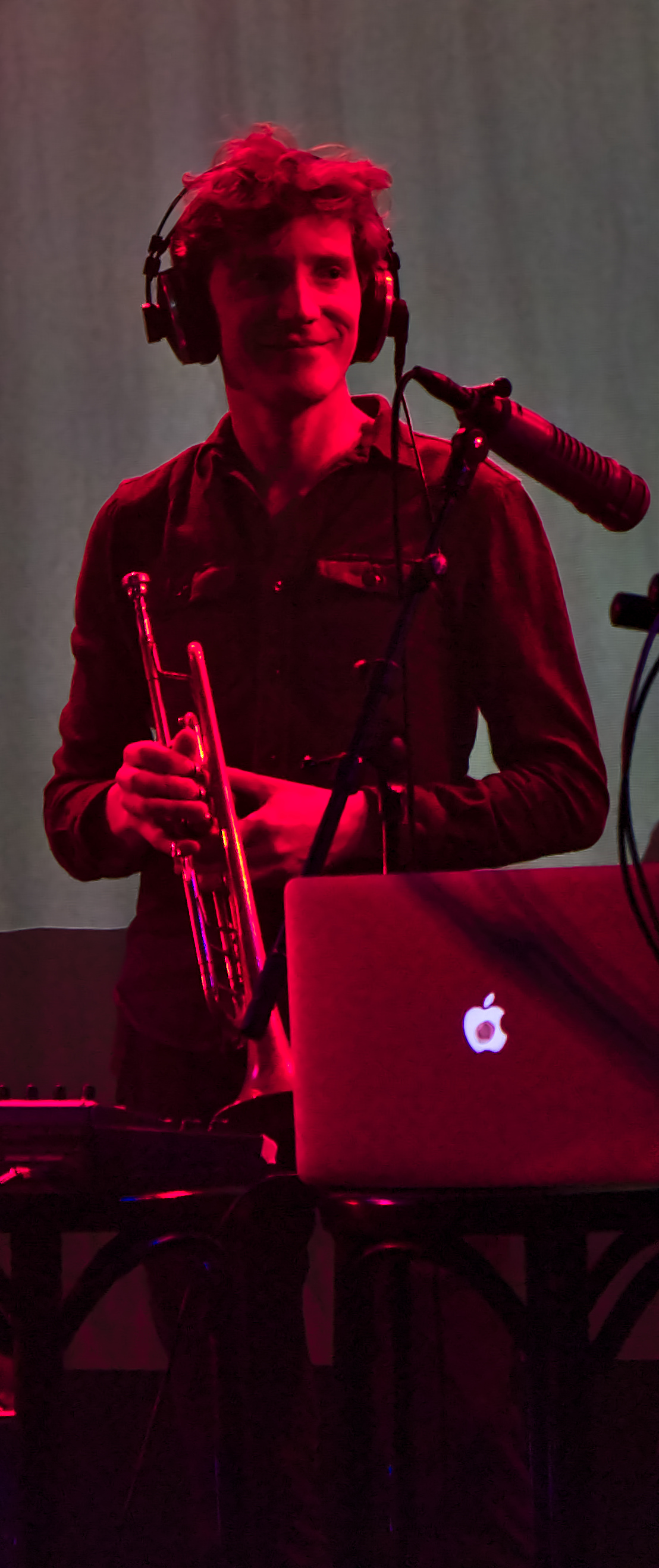
Cedric Van Overstraeten
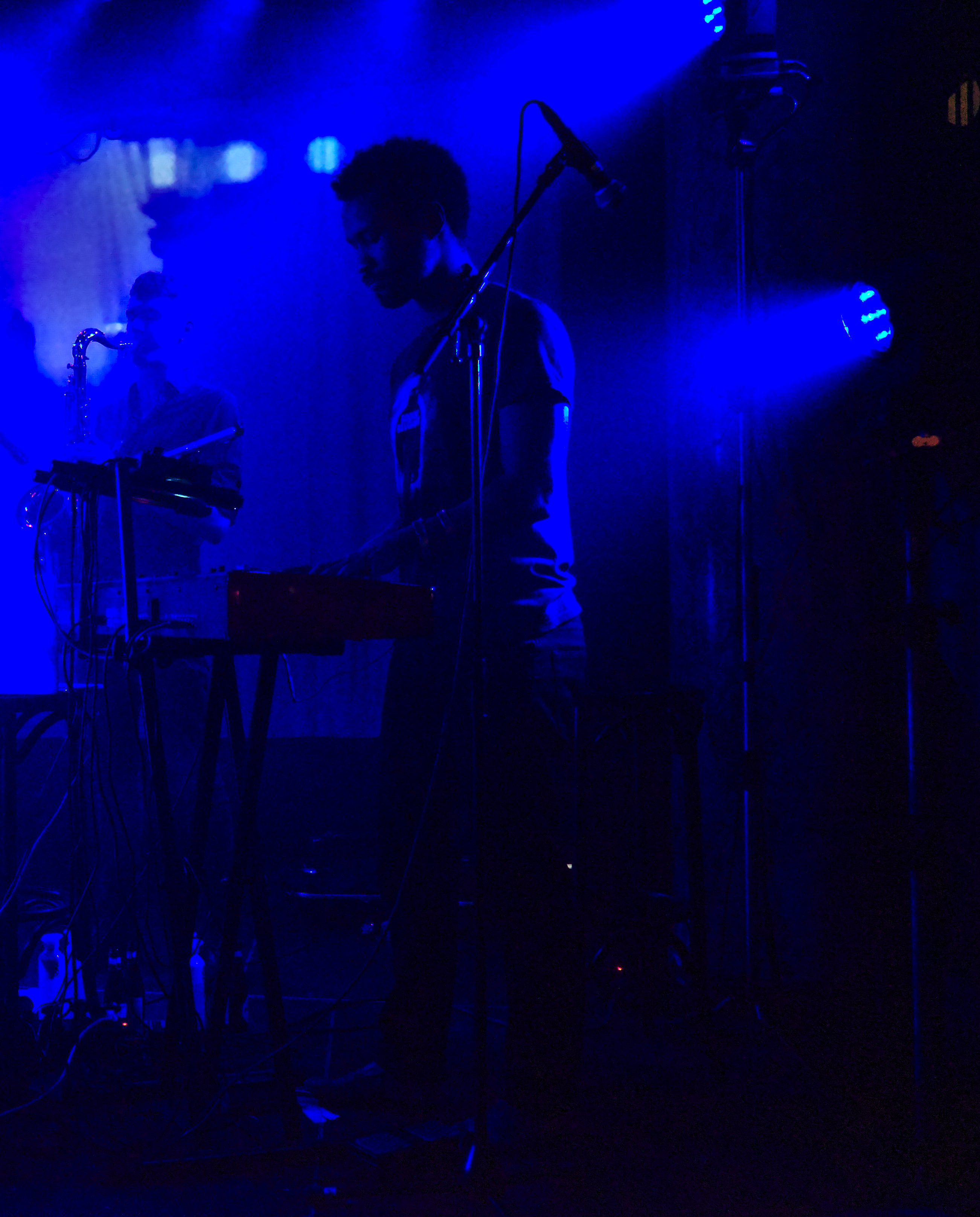
Aïko Devriendt
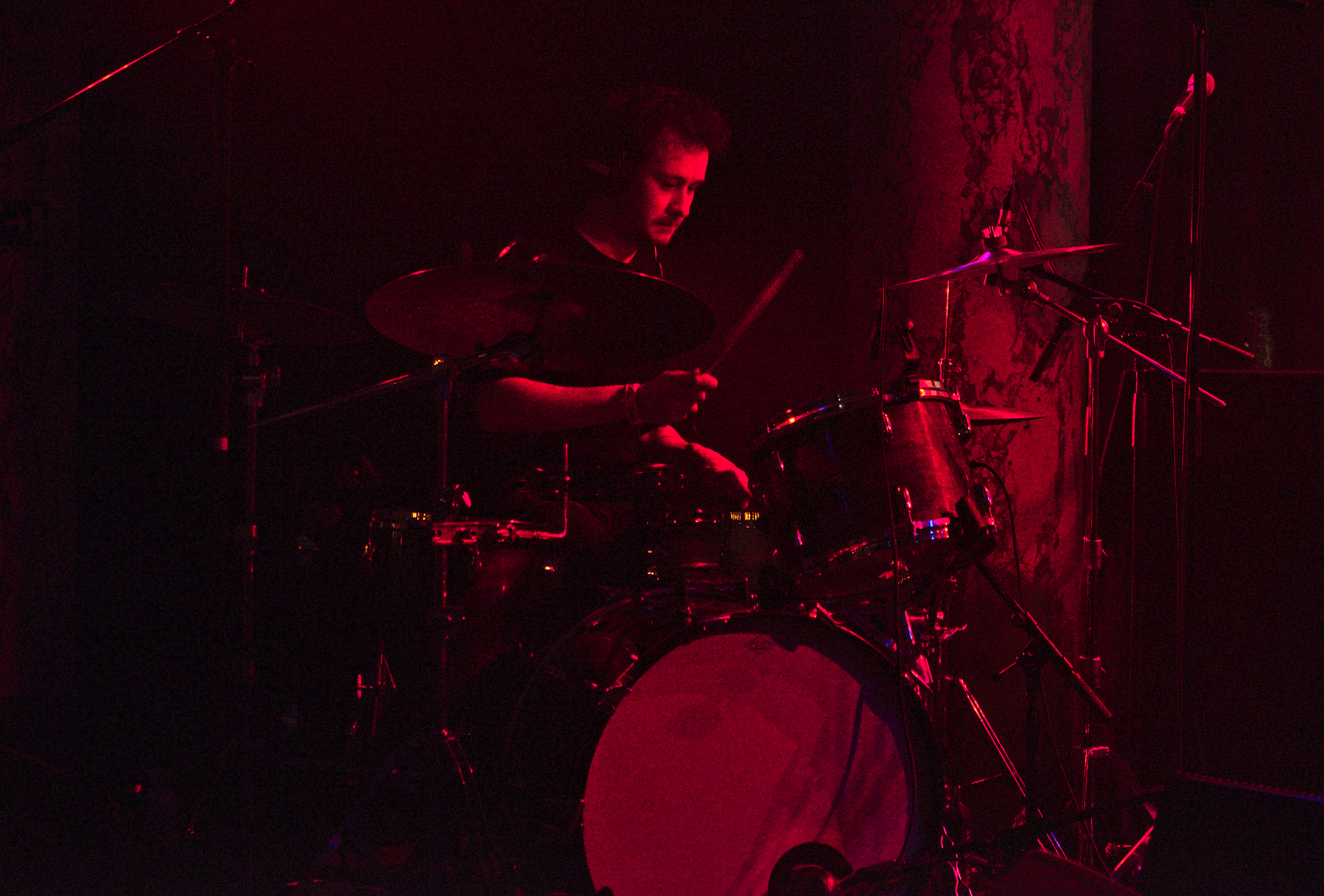
Martijn Van Den Broek
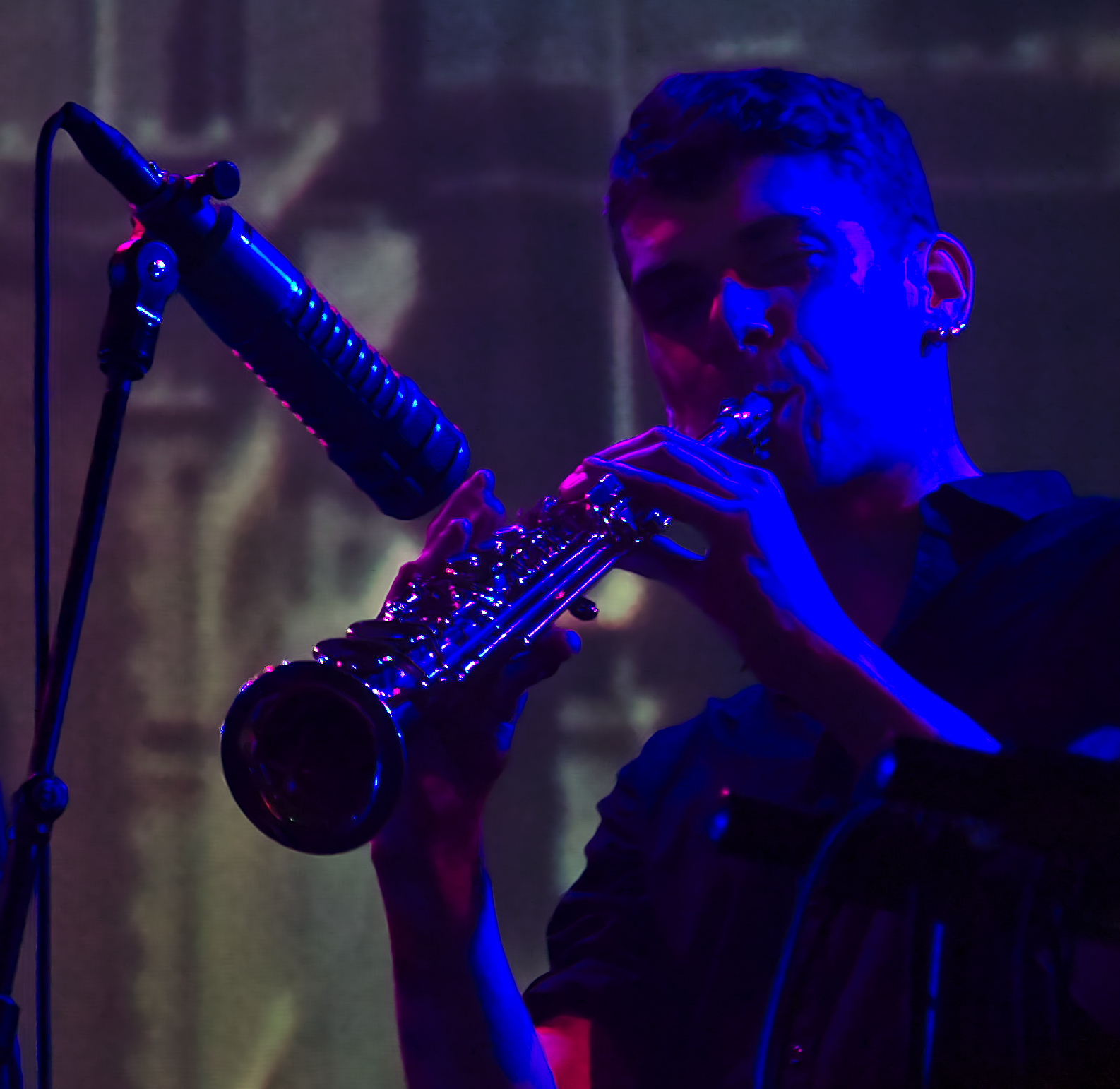
Ambroos De Schepper
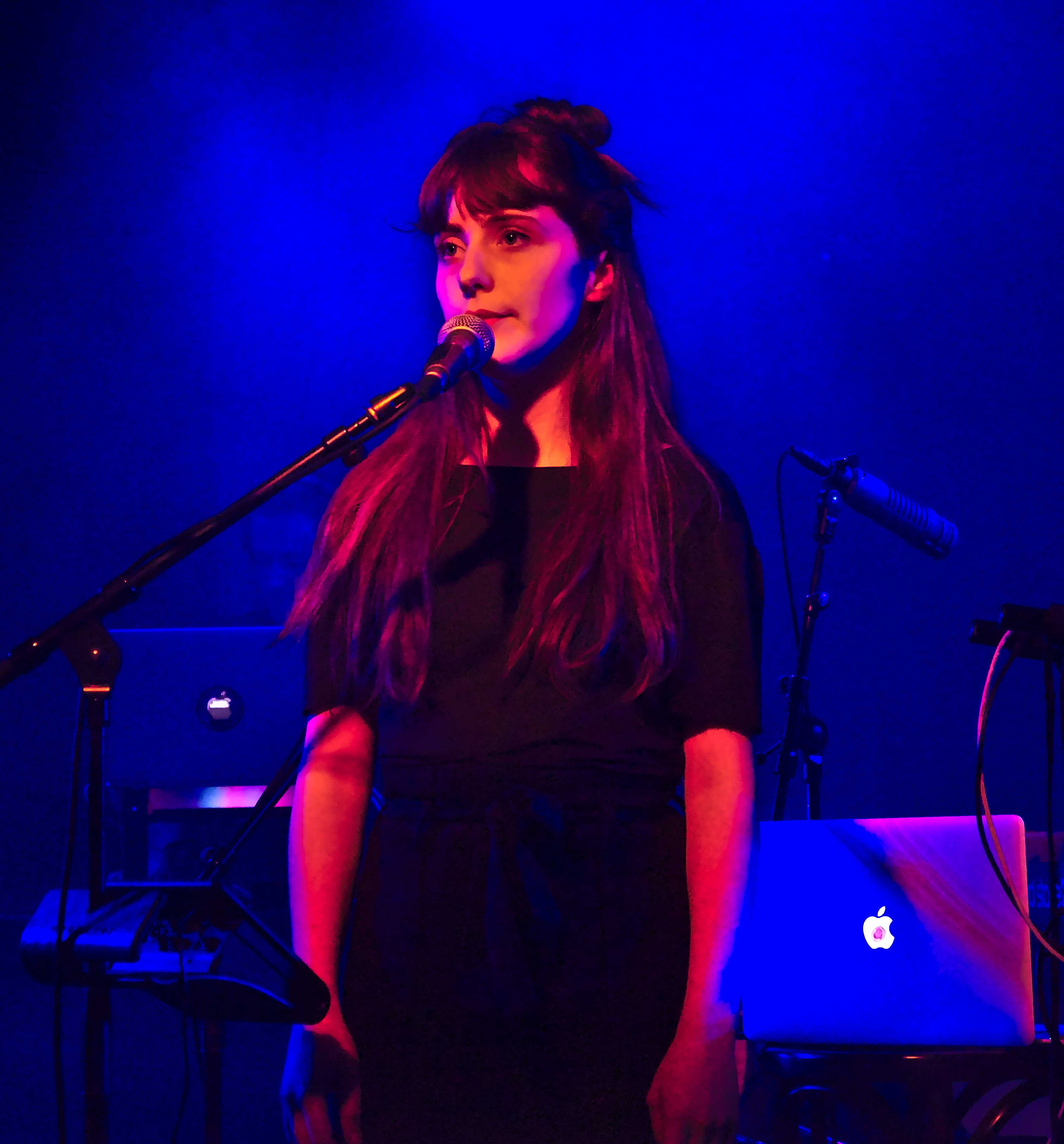
Emily Van Overstraeten

## Discographie

### Albums studio
- 2012 : Blueberry Hill

1. Dance With the Democrat (Remastered)
2. Stairway To the USSR (Remastered)
3. Once Have I (Remastered)
4. Oh Lord (Remastered)
5. The Little White Duck (Remastered)
6. Black Train (Remastered)
7. Drop Out (Remastered)
8. The Getaway (Remastered)
9. Moriarty (Remastered)
10. The Ogres (Remastered)
11. Boogieman Penthouse (Remastered)
12. Blueberry Hill (Remastered)

- 2012 : Time For A Boogie

1. Love In Your Eyes
2. Wish I Didn't Love You So
3. Broken Mountain
4. Darjeeling
5. Northern Light
6. Hear, Hear
7. Swing Thing
8. His Excellency Regrets
9. Time For A Boogie
10. Ms. Yutani
11. Sunday Blue Sky

- 2013 : Nightwalker Vol. I

1. Forever & Ever
2. All Over The World
3. Week-End
4. Lucifer
5. Mr. Fisher
6. A Night With Captain Midnight
7. Travelling
8. Final Parade
9. Back To Nowhere
10. Nightwalker
11. Broken Mirror
12. Faithful Andy
13. The Bartender
14. Piccadilly
15. Morning Mist

- 2014 : Nightwalker Vol. II

1. Smile
2. Hello Sinner
3. Red Steam
4. March Of Time
5. Like It Hot
6. Gabriel
7. A Little While
8. Through The Night
9. Remember
10. A Record Falls
11. Monstro
12. Philotimo
13. Lucifer (ProleteR Remix)
14. Broken Mirror (Mononome Remix)
15. Piccadilly (S Strong Remix)
16. Redwood - A Place To Hide (Boogie Belgique Remix)

- 2016 : Volta

1. Go Slow
2. Need Somebody
3. Goodnight Moon
4. Every Time
5. Volta
6. Enigma
7. Jungle Law
8. Happening Again
9. Old Song
10. Taboo
11. Lights Out

- 2022 : Machine

1. Avenoir
2. Pepper's Ghost
3. Wonder
4. Risk (ft. Yassin Joris)
5. Tales of Old
6. How Deep Is the Ocean
7. Fly
8. Mercury
9. ATX
10. Fabrica
11. Admiral
12. Machine

### Albums live
- 2021 : Session I

1. Chicago (live)
2. Pelican (live)
3. Forever and Ever (live)
4. U Keep Turnin' (live) ft Morisse Monty

- 2021 : Session II

1. Pax (live)
2. Cessna (live)
3. Memory (live)
4. The Bartender (live)
5. Every Time (live)

### EPs
- 2019 : Prelude To Machine

1. Pax
2. Eclipse
3. Kiomi
4. Memory
5. Chicago

- 2020 : Lure of Little Voices

1. Shepherd
2. Pelican
3. Bunker
4. Cessna

### Singles
- 2016 : One Day Soon
- 2018 : Chicago
- 2018 : Memory
- 2020 : Rhythm